# Lionel Richie
Lionel Richie (születési nevén Lionel Brockman Richie, Jr.) (Tuskegee, Alabama, 1949. június 20. –) Oscar- és négyszeres Grammy-díjas amerikai énekes, dalszerző, zenész, zenei producer és színész. Pályáját 19 évesen, 1968-ban kezdte a Commodores együttes tagjaként; szólókarrierje 1982-ben kezdődött a saját neve alatt kiadott, Lionel Richie című albummal és „Truly” című számával, amely több akkori slágerlista élére került. Világszerte több mint százmillió eladott lemez fűződik a nevéhez, ezzel a világ legtöbb lemezeladással büszkélkedő zenészeinek egyike lett.

## Élete

### Korai évei
Lionel Richie az Alabama állambeli Tuskegee településen született és nevelkedett, Alberta R. (Foster) és Lionel Brockman Richie fiaként; családja később Illinois államba, Joliet városába költözött. Itt járta ki iskoláit is, ahol tanulmányai folytatása mellett tehetséges teniszjátékossá is vált. Sokáig tervezte, hogy a papi pályára lép, de végül mégis arra a megállapításra jutott, hogy nem lenne belőle jó pap, így aztán a zenei pályát választotta.

## Zenei pályája

### A Commodores együttes tagjaként
Richie a főleg színes bőrű diákok számára létrehozott Tuskegee Intézet (jelenlegi nevén Tuskagee University) diákjaként több rhythm and blues zenekart is létrehozott az 1960-as évek derekán. 1968-ban lett a Commodores együttes énekese, illetve szaxofonosa, és a csapat még abban az évben lemezszerződést is kötött az Atlantic Records kiadóval. Egy lemez kiadása után az együttes a Motown Recordshoz szerződött át, a The Jackson 5 segítségével. A Commodores a következő években népszerű soulzenei bandává vált, első néhány lemezük jól táncolható, funkys hangzású dalokat tartalmazott. Idővel Richie a romantikusabb, fülbemászó soul balladák felé fordult, jellemző számai ebből az időszakból az "Easy", a "Three Times a Lady", a "Still" és a "Sail On".
Az 1970-es évek vége felé egyre többször fogadott el dalszerzői felkéréseket más zenészektől is, így például ő szerezte a "Lady" című számot Kenny Rogersnek, amely 1980-ban a slágerlisták élére került, illetve ő volt Rogers következő évben megjelent, Share Your Love című albumának producere is, s a közös munka nyomán évekig tartó szoros barátság is kialakult köztük. Ugyancsak ő szerezte 1981-ben a Végtelen szerelem című film főcímzenéjét, az Endless Love című duettet, amit Diana Ross-szal közösen adtak elő. A szám kislemez formájában slágerlista-győztes lett nemcsak az Egyesült Államokban, de az Egyesült Királyságban, Kanadában, Brazíliában, Ausztráliában, Japánban és Új-Zélandon is, egyben ez lett 1981 második legnagyobb slágere és a Motown kiadó valaha volt legnagyobb sikerszámainak egyike (csak az Egyesült Államokban kétmillió példányban kelt el, és ezzel platinalemez lett). A dal sikere egyben arra ösztönözte Richie-t, hogy szólókarrierbe kezdjen, így 1983-tól a Commodores együttesben Skyler Jett vette át a helyét énekesként.

### Szólókarrierje
1982-ben saját nevével adta ki debütáló albumát, amelyre három későbbi toplistás dal is felkerült: az Amerikában slágerlista-győztes és Grammy-nyertes Truly, amely az egész 1980-as évek egyik legsikeresebb rockballadája volt, valamint a You Are és a My Love című dalok, melyek a korabeli toplisták ötös élmezőnyéig jutottak (előbbi az 1983-as év 29. legnagyobb slágere lett). Az album legjobb slágerlistás helyezése harmadik hely volt, és világszerte több mint négymillió példányban kelt el. Még sikeresebb volt eladási szempontból a következő évben kiadott Can't Slow Down című album: ennek eladási számai több mint kétszer magasabbak voltak, és két Grammy-díjat is nyert, egyiket az év albuma kategóriában – mindezek az eredmények Lionel Richiet a nemzetközi szupersztárok közé emelték. Ez utóbbi album legsikeresebb száma a szintén slágerlista-győztes, karibi hangulatú All Night Long volt, melyhez színpompás videóklip is készült a The Monkees együttes egy korábbi tagja, Michael Nesmith rendezésében, és amely számmal Richie 1984-ben fellépett a los angelesi olimpia záróünnepségén is.
A következő időszakban egymást követték a slágerlistákon előkelő helyezéseket elérő – akár az első tíz közé is bejutó – számai, melyek közül a legsikeresebb a még ugyancsak 1984-es Hello, egy igazán érzelmes, szerelmes ballada volt, amely egyben azt is megmutatta, milyen messzire jutott el Richie a rhythm and bluesos gyökereitől. Toplistás dalai voltak még ebből az évből a harmadik helyig feljutó Stuck on You, a Running with the Night, melynek legjobb slágerlistás pozíciója a hetedik hely volt, és a Penny Lover, mely a nyolcadik helyezésig tudott felkapaszkodni.
1985-ben írta meg és mutatta be Say You, Say Me című számát, mely a Fehér éjszakák című filmhez készült; a dal nemcsak slágerlista-győztes lett, pozícióját négy teljes hétig megőrizve, de az Oscar-díjat is elhozta alkotójának. Ugyanezt a dalt a Billboard magazin éves slágerlistáján 1986 második legnépszerűbb dalának választották, a Dionne Warwick által előadott That's What Friends Are For mögött. Lionel Richie ebben az időszakban Michael Jacksonnal is együtt dolgozott, a USA for Africa nevű supergroup jótékonysági célból készülő We Are the World kislemezének megalkotásában, ami egyébként ugyancsak számos toplista győztese, háromszoros Grammy-díjas, és a kislemezek között a világon elsőként négyszeres platinalemez lett.

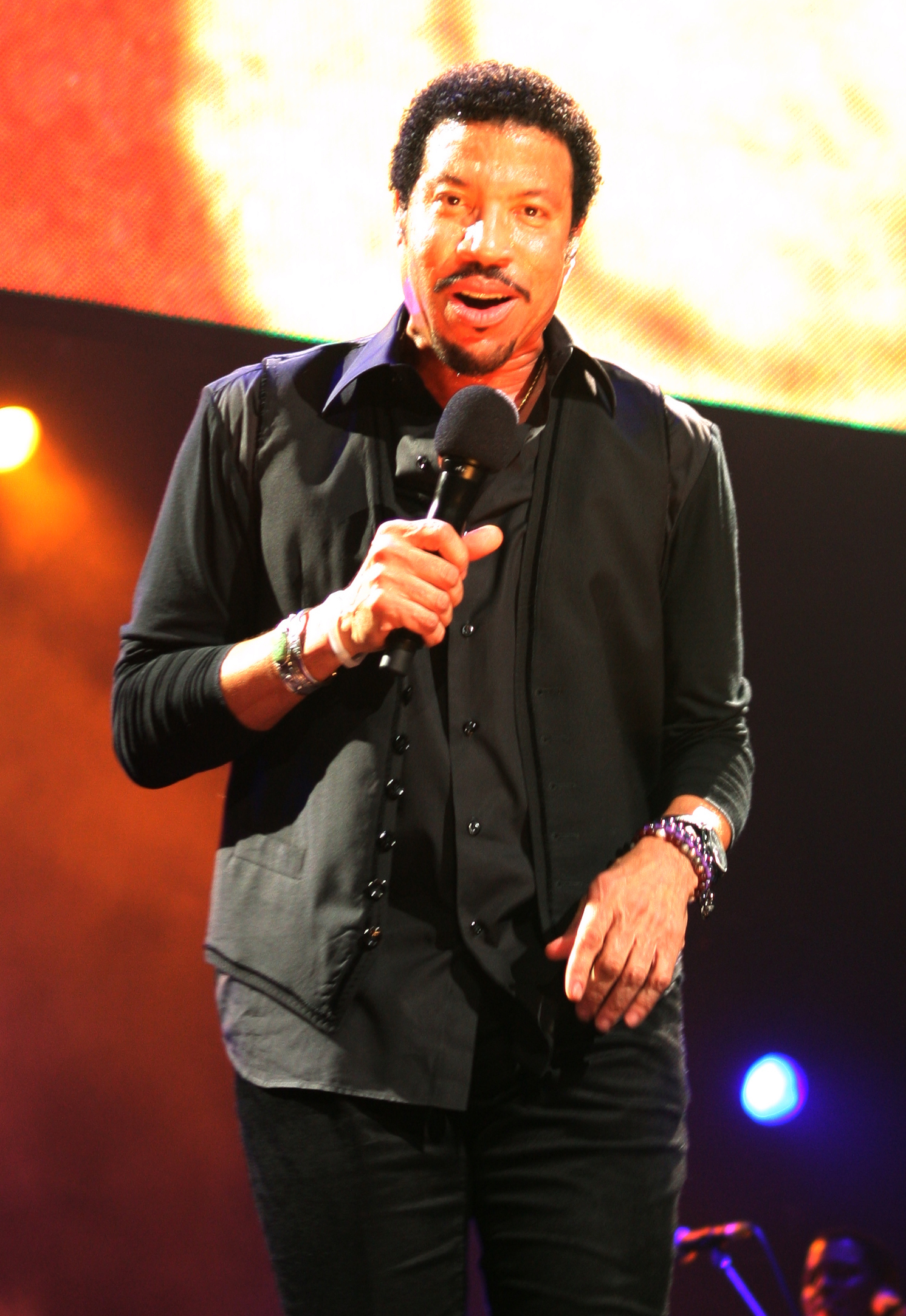
Richie egy 2011-es fellépésén

1986-ban kiadta következő, Dancing on the Ceiling című lemezét, amely popzenei pályája utolsó, igazán széles körű népszerűségre szert tett albuma lett, méghozzá úgy, hogy a lemez több száma is toplistás eredményeket ért el számos slágerlistán, Amerikában, az Egyesült Királyságban és más országokban. Közülük a Say You, Say Me az amerikai listákon első helyezést ért el, a Dancing on the Ceiling a második helyig jutott el, a Ballerina Girl legjobb amerikai slágerlistás helyezése a 7. hely volt, a Se La pedig a huszadik pozícióig tudott felkapaszkodni. 1987-re aztán Richie kimerült az előző évek munkabeosztásától, ezért egy időre visszavonult, hogy édesapját ápolja Alabamában. Miután apja 1990-ben elhunyt, visszatért a zenei életbe, első olyan lemezének kiadásával, amire valaha írt legnépszerűbb számait válogatta össze; a Back to Front című lemez 1992-ben került a boltokba.

## Magánélete

### Családja
1975. október 18-án házasságot kötött főiskolai barátnőjével, Brenda Harvey-vel. 1983-ban magukhoz fogadták a kétéves Nicole Camille Escovedót, Lionel egyik zenésztársának kislányát, akit a továbbiakban saját lányukként neveltek, majd törvényesen is örökbe fogadták, amikor elérte a kilencéves kort.
1986-ban, még nős emberként kezdett új kapcsolatot Diane Alexanderrel, majd külön is költözött Brenda Harvey-től. Brenda 1988-ban egy Beverly Hills-i szállodaszobában rajtaütött a páron, dühödten megtámadva mindkettejüket; ennek folyományaként az asszonyt letartóztatták családon belüli erőszak, zaklatás, magánlaksértés és rongálás miatt. A válásra azonban csak 1993. augusztus 9-én került sor, csaknem 18 év házasság után.
Richie ezt követően (1995. december 21-én) feleségül vette Diane Alexandert, akitől egy fia (Miles Brockman Richie, *1994. május 27.) és egy lánya (Sofia Richie, *1998. augusztus 24.) született. Ennek a házasságnak alig nyolc évvel később egy újabb válás vetett véget, 2004. januárjában. Lionel Richie jelenleg már kétszeres nagyapa, miután fogadott lánya, Nicole Richie 2008. januárjában egy kislányt, majd 2009. szeptemberében egy fiút szült, Joel Maddentől, a Good Charlotte együttes énekesétől.

### Származása
2011. március 4-én Lionel Richie volt a vendége az NBC televízió Who Do You Think You Are? című show-műsorának, amelynek minden adásában egy-egy sztár származását dolgozzák fel, a rokonsági szálainak kikutatásával, gyerekkora szemtanúinak megszólaltatásával. Az adás ennek megfelelően Richie származásának felderítésével foglalkozott, legérdekesebb megállapításuk az volt, hogy a dédapja (anyai nagyanyjának az apja) egy korai afroamerikai baráti közösség vezetője volt.

## Tevékenysége mellrákellenes aktivistaként
A 2000-es években Lionel Richie-nek is sok része volt abban, hogy a Mellrák Kutatásért Alapítvány több mint $3.1 millió dollárnyi adományt tudott összegyűjteni. Eredetileg vendégelőadóként vett részt az alapítvány évenként megrendezett tavaszi gálaműsorán, ahol az egybegyűlteknek többek között arról is beszélt, hogy a nagymamájánál élete nyolcvanas éveiben mellrákot diagnosztizáltak, de túlélte a szörnyű kórt, és 103 éves koráig élt. Elmondta, hogy nagymamája bátorító szimbólum volt a számára, és őmiatta vállalta el, hogy rákellenes aktivista legyen.

## Diszkográfia
- Lionel Richie (1982)
- Can't Slow Down (1983)
- Dancing on the Ceiling (1986)
- Back to Front  (1992 – válogatáslemez három új dallal)
- Louder Than Words (1996)
- Time (1998)
- Renaissance (2000)
- Just for You (2004)
- Coming Home (2006)
- Just Go (2009)
- Tuskegee (2012)

## Filmográfia
- 1977: Scott Joplin  (w/ The Commodores)
- 1978: Thank God It’s Friday  (w/ The Commodores)
- 1990: Running with the Night
- 1991: Truth or Dare
- 1996: The Preacher’s Wife
- 1998: Pariah
- 2007: A Simpson család (episode He Loves to Fly and He D’ohs)
- 2011: Mit gondolsz, ki vagy? (Who Do You Think You Are?), tévésorozat
- 2011: Lionel Richie: Dancing On the Ceiling (Part of the BBC Four documentary series, Black Music Legends of the 1980s)

## Fordítás
- Ez a szócikk részben vagy egészben  a   Lionel Richie című angol Wikipédia-szócikk fordításán alapul.  Az eredeti cikk szerkesztőit annak laptörténete sorolja fel. Ez a jelzés csupán a megfogalmazás eredetét és a szerzői jogokat jelzi, nem szolgál a cikkben szereplő információk forrásmegjelöléseként.